# Diego Santos Oliveira
Diego Lochness Santos Oliveira (Camacan, 11 febbraio 1987) è un ex calciatore brasiliano, di ruolo centrocampista.

## Carriera
Dopo aver giocato nelle giovanili di Campo Grande, Bologna e Chievo, inizia la carriera professionistica nel 2005 con il Padova, dove resta fino al 2007.
Nel 2007 viene ceduto in prestito al Cittadella, ove ottiene la promozione in Serie B. Rimane con i granata fino al 2010.
Nell'estate 2010 si trasferisce al Vicenza. A gennaio rescinde il contratto con la squadra veneta e nell'agosto 2011 firma per il Venezia, con cui a fine stagione ottiene la promozione in Lega Pro Seconda Divisione.
Il 5 agosto 2012 viene ufficializzato il suo ingaggio da parte del Matera, formazione militante in Serie D. Il 9 settembre 2012 segna i suoi primi due goal nella nuova squadra, nella sfida contro il Grottaglie vinta per 2-1. Il 6 dicembre 2013 il Pordenone ne annuncia il tesseramento.
L'8 luglio 2014 il Brindisi ufficializza l'acquisizione dei suoi diritti a titolo definitivo, confermando così l'intenzione della società di puntare a vincere il campionato.
Il 6 dicembre 2014 firma con la Fidelis Andria, sempre in Serie D. Nella stagione 2015-2016 di Serie D, passa al Castiadas, formazione del Sud Sardegna. Nell'estate 2016, firma per il Delta Rovigo. Nella stagione 2019-2020 viene ufficializzato il passaggio alla Toma Maglie.

## Palmarès

### Club

#### Competizioni nazionali
- Scudetto Dilettanti: 2

Venezia: 2011-2012
Pordenone: 2013-2014
- Serie D: 3

Venezia: 2011-2012 (girone C)
Pordenone: 2013-2014 (girone C)
Fidelis Andria: 2014-2015